# Ministerraad van de DDR

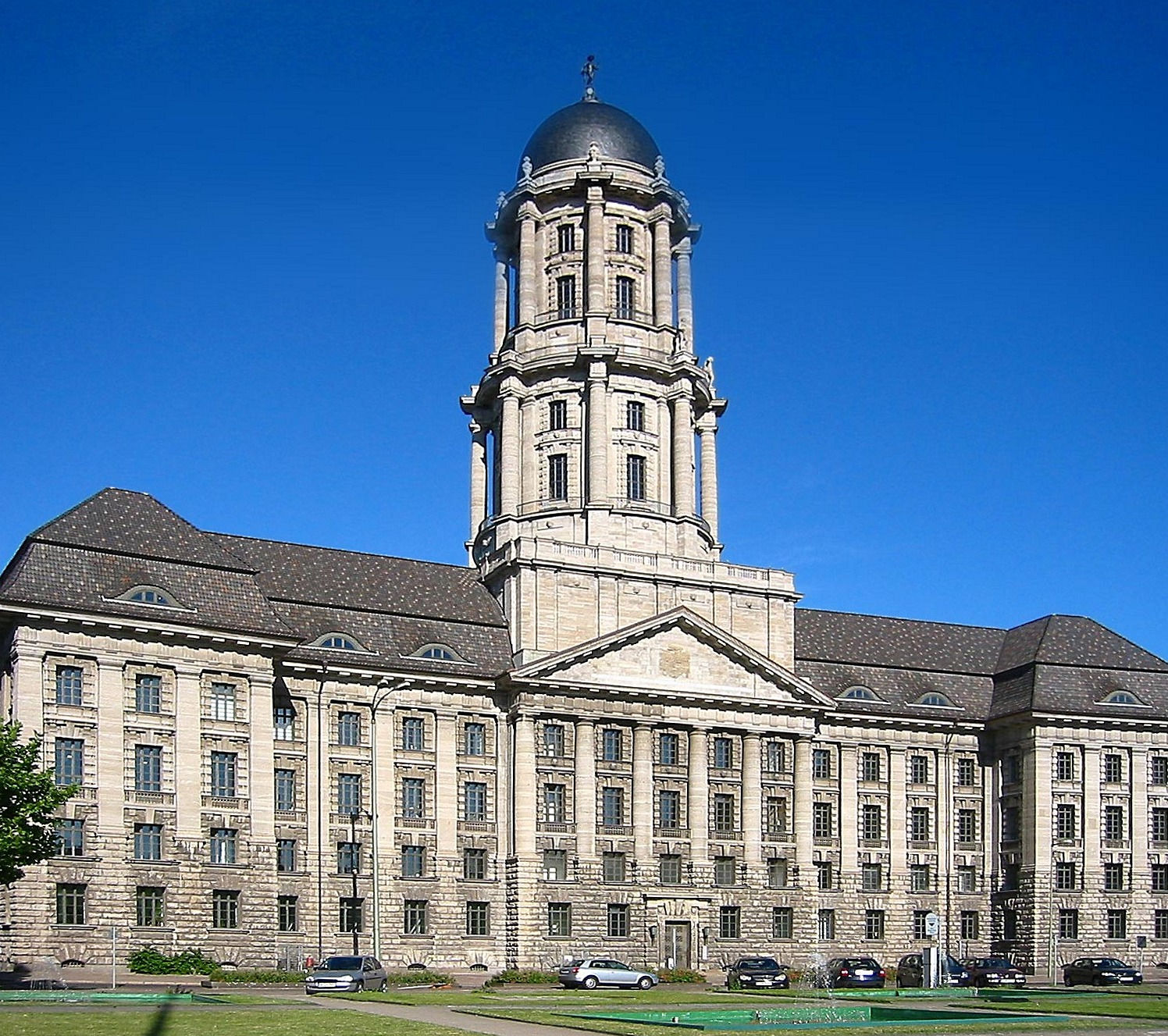
Het Alte Stadthaus van Berlijn diende van 1961 tot 1990 als onderkomen van de Ministerraad van de DDR

De Ministerraad van de DDR (Duits: Ministerrat der DDR) was sinds november 1950 de regering van de Duitse Democratische Republiek (Oost-Duitsland). Volgens de grondwet was de Ministerraad het hoogste uitvoerende staatsorgaan. De Ministerraad bestond uit zowel leden van de communistische Sozialistische Einheitspartei Deutschlands als uit leden van de Blokpartijen. In 1950 bestond de Ministerraad uit 18 personen, in 1989 uit 44 personen.
Het hoofd van de Ministerraad was de Voorzitter van de Ministeraad (Vorsitzender der Ministerrat), dat wil zeggen de premier. Hij werd bijgestaan door twee Eerste Plaatsvervangende Voorzitters (1. Stellvertretende Vorsitzende) en verder negen Plaatsvervangende Voorzitters (Stellvertretende Vorsitzende). Samen met enkele vakministers vormden zij het Presidium van de Ministerraad, waar de werkelijk macht berustte. Het Presidium bereidde alle belangrijke beslissingen voor in samenwerking met het Centraal Comité en het Politbureau van de SED. De minister van Buitenlandse Zaken kon bijvoorbeeld geen beslissing nemen zonder overleg te hebben gepleegd met de secretaris voor buitenlandse aangelegenheden van het Centraal Comité van de SED.
Tot die Wende (val van de Berlijnse Muur) in 1989 waren de twee Eerste Plaatsvervangende Voorzitters van de Ministerraad waren Werner Krolikowski en Alfred Neumann. Beiden waren lid van het Politbureau van de SED. Van de negen Plaatsvervande Voorzitters kwam er een van iedere Blokpartij (CDU, LDPD, DBD en NDPD), in totaal dus vier. De overige vijf kwamen weer van de SED.
Lid van de Ministerraad waren niet alleen ministers, maar ook de voorzitter van de Staatsplancommissie, de voorzitter van de Staatsbank van de DDR en staatssecretarissen. De leden van de Ministerraad werden voor de duur van vijf jaar gekozen door de Volkskammer (parlement). Tussen de wekelijkse zittingen van de voltallige Ministerraad in, kwam het Presidium voor het dagelijks bestuur bijeen.
De Ministerraad was van 1950 tot 1953 gevestigd in het gebouw van de vroegere Pruisische Landdag en vanaf 1961 in het Alte Stadthaus van Berlijn aan de Klosterstraße 47. In dit gebouw was ook persagentschap van de Ministerraad gevestigd. Hier werden officiële persberichten van de regering verstrekt aan zowel binnen- als buitenlandse journalisten. Kurt Blecha was van 1958 tot 1989 voorzitter van het persagentschap.